# 브룽가
브룽가(Virunga)는 콩고에서 제작된 올란도 폰 아인지델 감독의 2014년 다큐멘터리, 전쟁 영화이다.  올란도 폰 아인지델 등이 제작에 참여하였다.

## 제작진
- 제작총괄: 애덤 델 데오
- 제작총괄: 레오나르도 디카프리오
- 제작총괄: 존 드레버
- 제작총괄: 맥신 프랭클린
- 제작총괄: 제스 서치